# Dolbeau-Mistassini
Dolbeau-Mistassini è un comune del Canada, situato nella provincia del Québec, nella regione di Saguenay-Lac-Saint-Jean.